# Katia Condos
Regina Katia Elsa Condos Seoane (nascuda a Lima el 15 de maig de 1968), coneguda com a Katia Condos, és una actriu i presentadora de televisió peruana.

## Biografia
Va estudiar al Col·legi Sant Silvestre i, un cop llicenciada, va començar a estudiar Comunicacions a la Universitat de Lima; no obstant això, no va acabar els estudis perquè es va dedicar a l'actuació.
Condos va estudiar al Club de Teatre de Lima i després va fer tallers amb Alberto Ísola.
A la dècada dels anys noranta va començar sent actriu de telenovel·les de Luis Llosa com: Malícia, Obsessió, La nit, L'Escàndol i Les qüestions de l'amor.
L'any 2000 va participar en Pobre diabla, una telenovel·la produïda per Amèrica Tv, compartint rols amb Angie Cepeda i Salvador del Solar.
L'any 2003 va participar en la producció peruana-veneçolana Tot sobre la Camila, i l'any següent en Tempesta de passions.
L'any 2006 va actuar en la sèrie Aquesta societat, i en la pel·lícula d'animació Dracs: el destí de foc, donant veu a un dels personatges.
Després de diversos anys de convivència, Condos i Federico Salazar es van casar a l'octubre de 2008. La parella té tres fills.
L'any 2008 va protagonitzar la segona temporada d'Aquesta societat, i també va protagonitzar el teatre de La xina Tudela. Condos va fer el seu debut com a presentadora del programa Hola a tots, emès per ATV.
L'any 2011 va actuar a la telenovel·la Cor de foc d'ATV, interpretant la Norma.
L'any 2013 Condos va començar a conduir el reality show infantil Petits gegants, juntament amb el seu marit, Federico Salazar. Es va estrenar al març a Amèrica Televisió.
Al cinema del 2013, apareix a la pel·lícula Asu Mare; i el 2014 a la pel·lícula Bruno Ascenzo A la 40.
L'any 2016 presenta La Voz Kids i interpreta Fabiola a Vine, balla, quinceañera.

## Filmografia

### Televisió

#### Soap opera (telenovel·les)
- L'àngel venjador: Calígula (1993)
- Dol (1995) com Cristina.
- Obsessió (1996) com Emilia Repetto.
- La nit (1996) com Mariela Pelegrí.
- Escàndol (1997) com Melissa Alberti de la Rocha.
- Cosas del amor (1998) com Cristina Castro-Esglésies/Tina Casares.
- Pobre diabla (2000) com Mejia Paula-Guzman Sancho.
- Tot sobre la Camila (2003) com a la Irene.
- Tempesta de la passió (2004), Lucila.
- Cor de foc (2011-2012) com a Norma Salazar Montenegro.

#### Sèries
- El López i la mainadera (2018) com Leticia
- Vine Baila Quinceañera (2015-2018) com Fabiola Diaz Vda. Castell.
- Clau: els metges en alerta (2010)
- Aquesta societat 2 (2008) així com la Clemència.
- Aquesta societat (2006), de com Clemencia.
- Smiley Tonyina (2003-2004) com Maria Buenita.
- Patacláun (1998) com La Maruja. (Va aparèixer només un capítol interpretant aquell personatge)
- Vel negre, vel blanc (1990)

#### Programes de Televisió
- Hola a tothom (2009-10) Presentadora.
- Jo sóc (2012) Jutgessa convidada.
- Els gegants petits (2013–) Presentadora.
- L'hora dels nens (2014–) Presentadora.
- Les dones Sense Filtres (2017-present) Presentadora.

### Pel·lícules
- Tots som estrelles (1993) com a Julia.
- Final (1995)
- Així, elusiva (2001) com a Germana Ana.
- Pirates a la Callao (2004) com Marianita (veu).
- Doble joc (2004) com Maria.
- Dracs: el destí de foc (2006) Veu.
- Cu4tro (2010) com una venedora.
- Asu Mare (2013)
- 40 (2014)
- Asu Mare 2 (2015)
- Av Larco (2017)

## Teatre
- Víctor o els nens al poder (1990)
- La conquesta del pol sud (1991)
- Els pessebres, sufocacions, i trajines (1992)
- La nona (1992)
- Crazy in love (1992)
- Pataclaun (1994)
- Les tres germanes (1995)
- Pataclaun en la ciutat (1996)
- La gran màgia (1997)
- Nit de reis (1998)
- Marisol (1999)
- Un tramvia anomenat desig
- On els meus ulls veure que (2003)
- L'Oncle Vanya (2007)
- Morir d'amor (2007-2008)
- La xina Tudela (2008) Lorena Tudela Loveday.
- Una gran comèdia romana (2008, 2009) com Domina - Teatre Peruà Japonès.
- Una puça a l'orella (2009) com Raymonde Chandebise - Auditori del Col·legi de Sant Agustí.
- La gàbia de les boges (2010) com Marie - Teatre Peruà Japonès.
- On és el tenor?  (2011) - Teatre De La Plaça.
- La noia de la Màxima (2011) com a Madame Petypon - Teatre de la Plaça.
- Toc Toc (2013-2014, 2016) com Maria.
- La Gàbia de les Boges (2014)
- Mamma Mia! (2016)
- La Lolas (2017)